# Castello di Tanzenberg
Il castello di Tanzenberg (in tedesco Schloss Tanzenberg) si trova nell'omonima frazione del comune austriaco di Sankt Veit an der Glan, Distretto di Sankt Veit an der Glan appartenente al Land della Carinzia e la sua storia inizia probabilmente nel X secolo.

## Storia

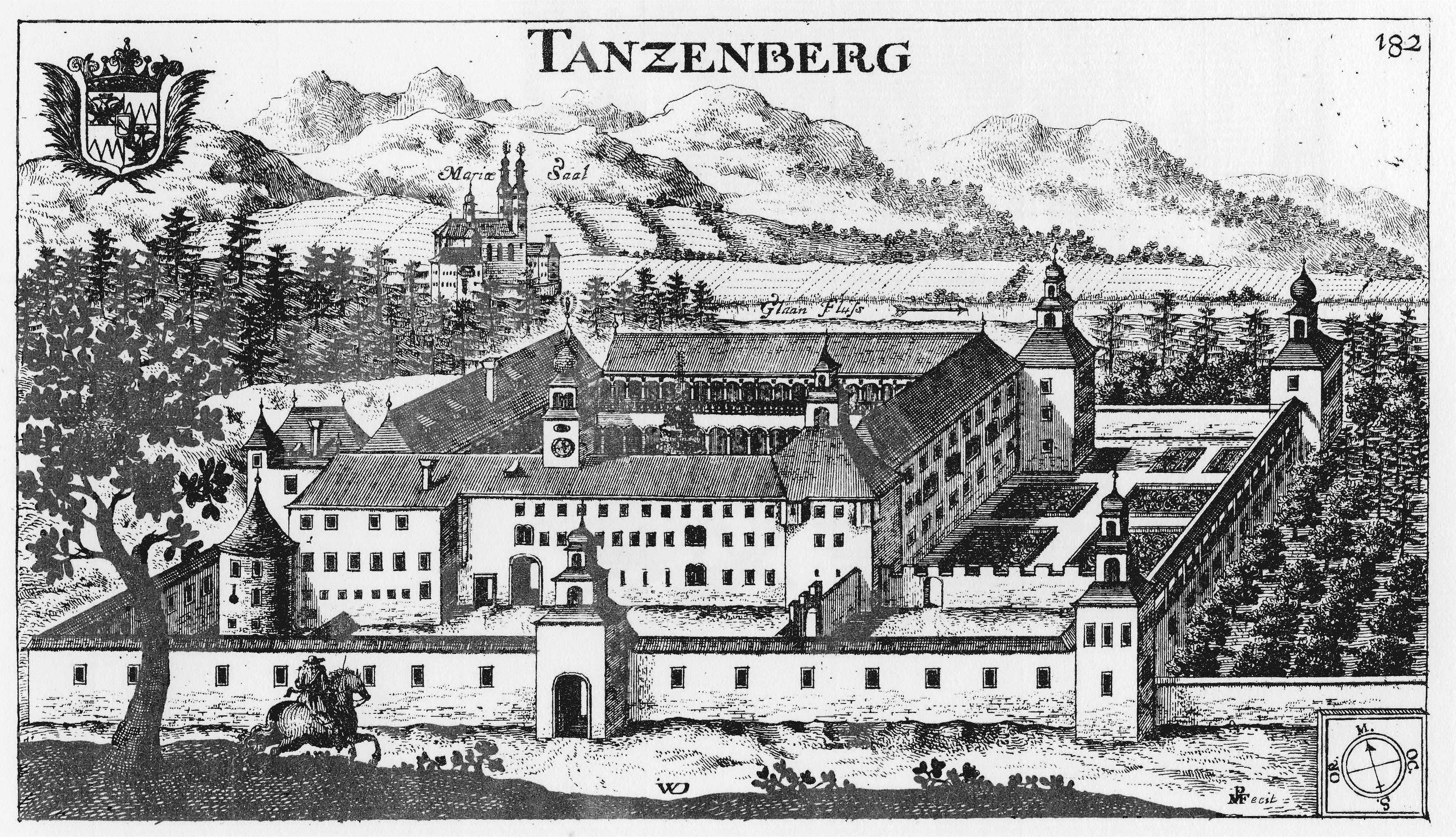
Castello di Tanzenberg come appariva nel 1680 nell'opera Topographia Archiducatus Carinthiae antiquae et modernae completa di Johann Weichart Valvasor

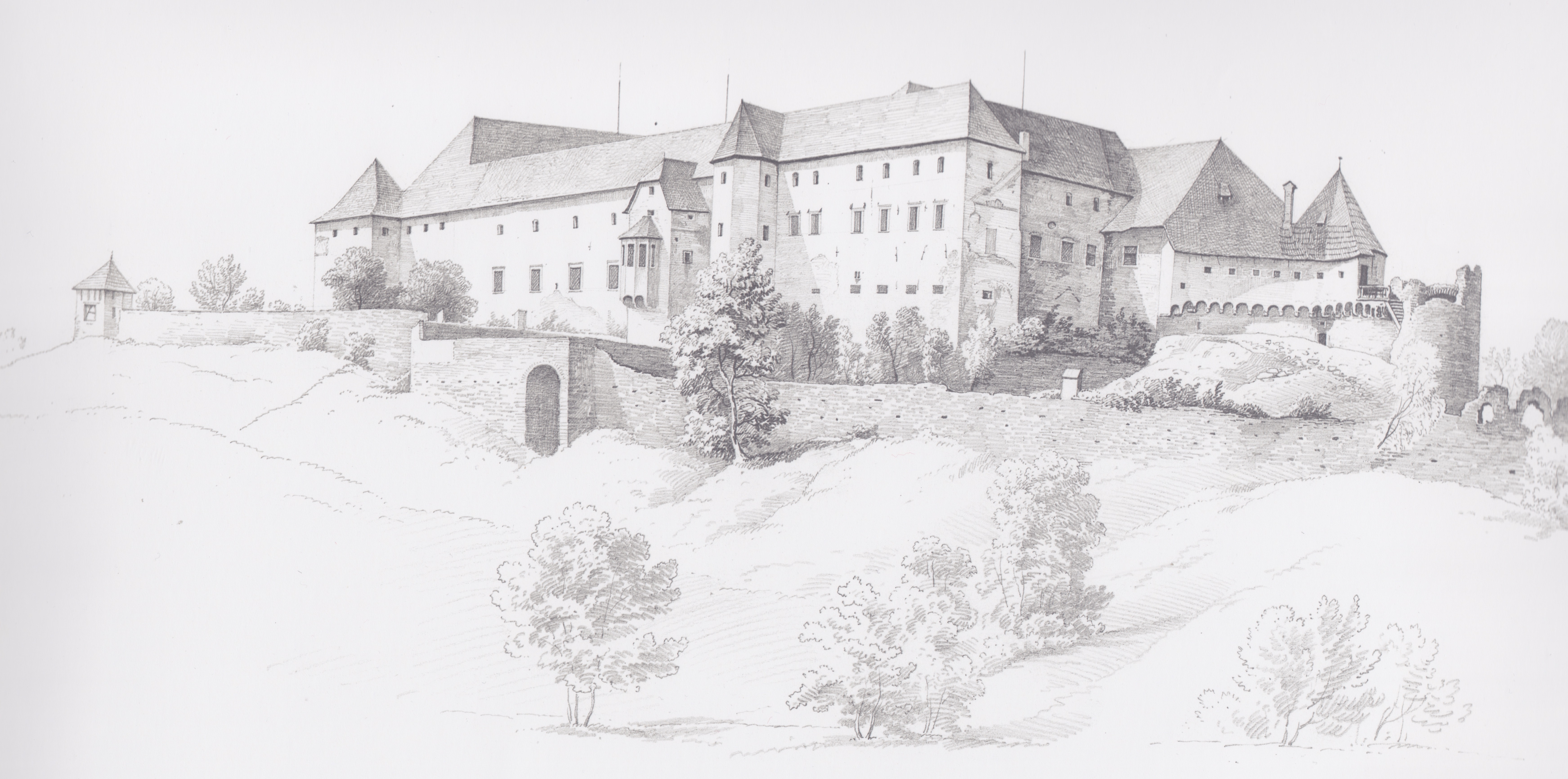
Castello di Tanzenberg in un disegno di Markus Pernhart del XIX secolo

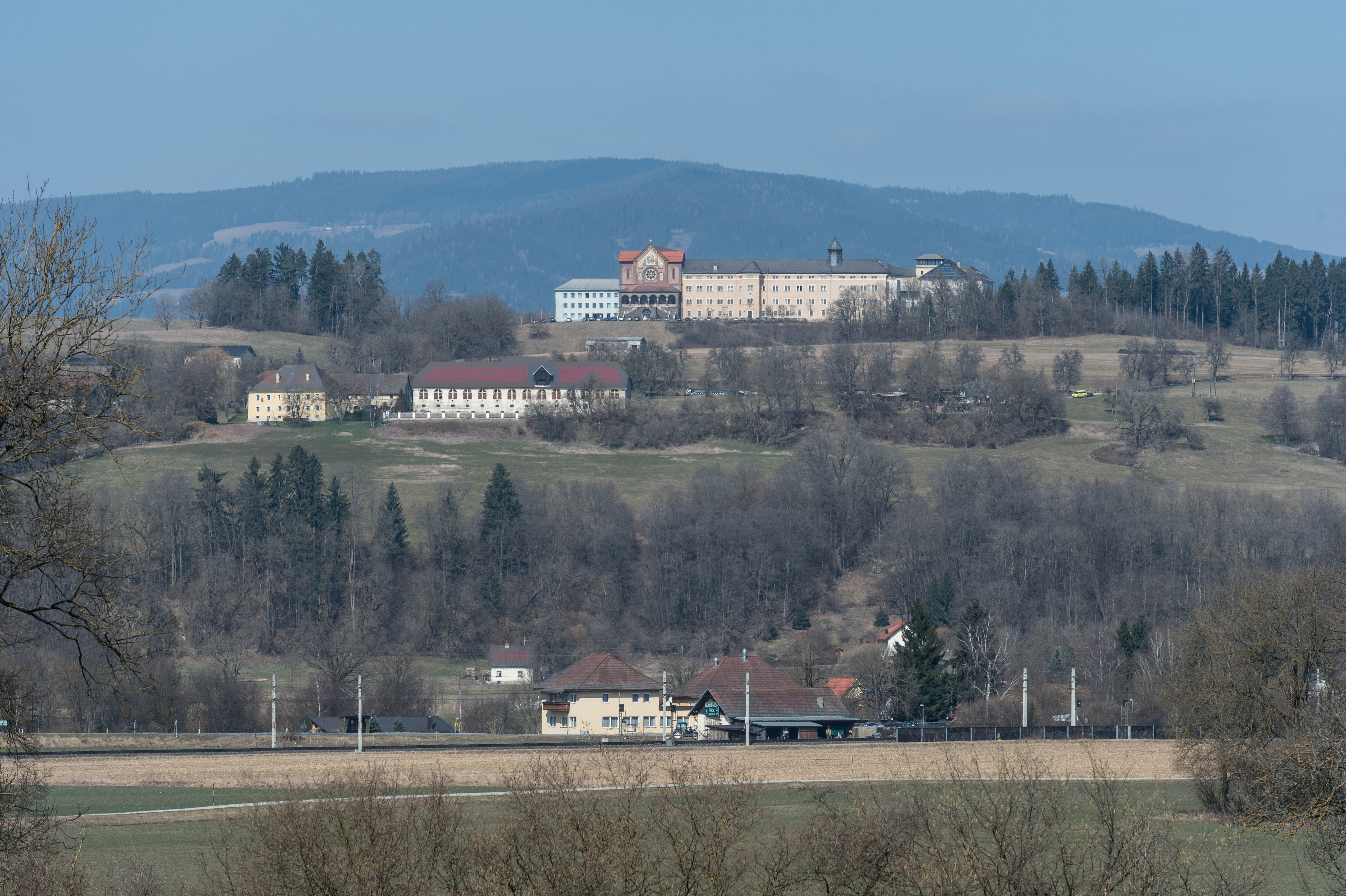
Panorama col castello

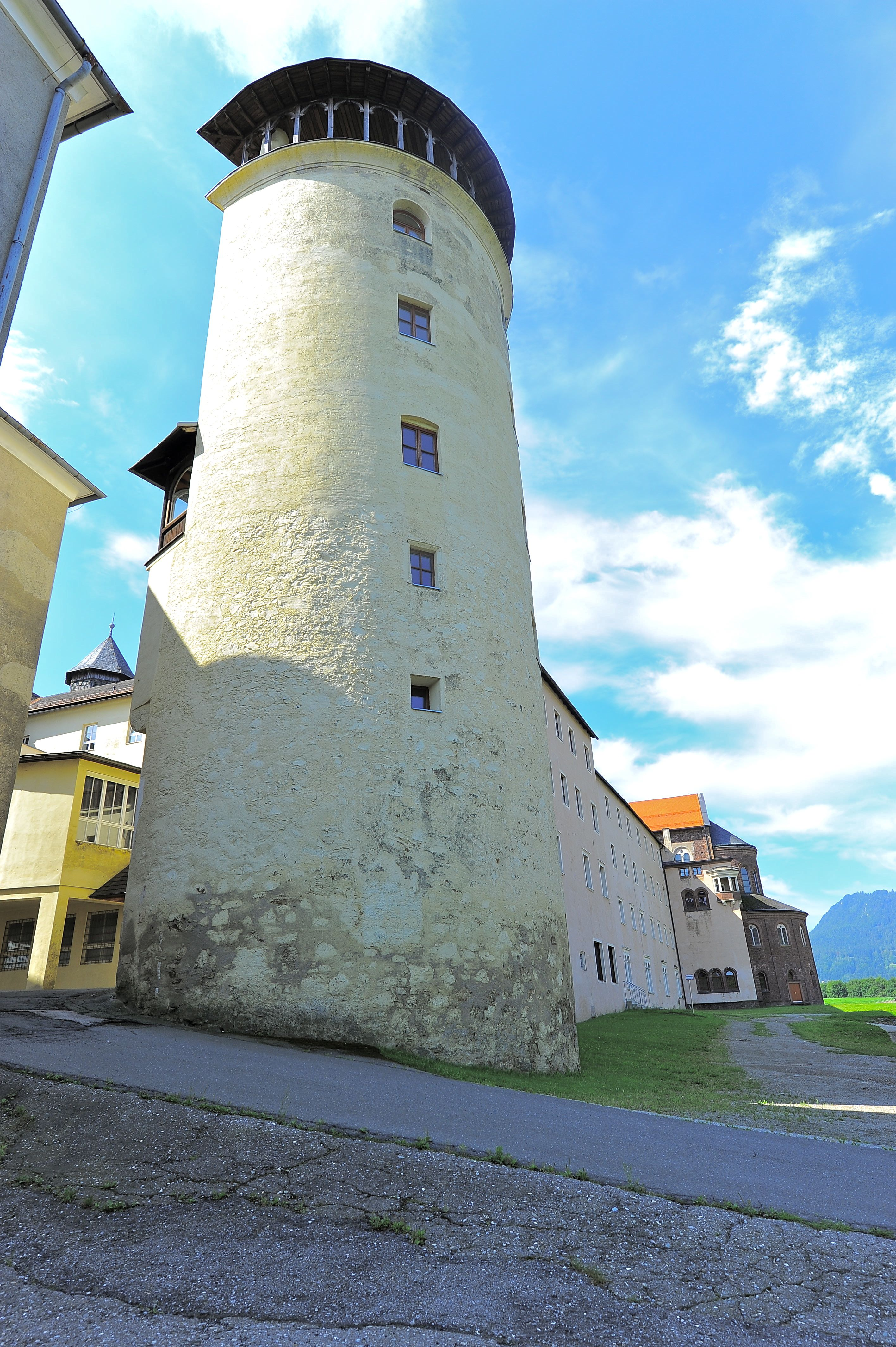
Torre nord

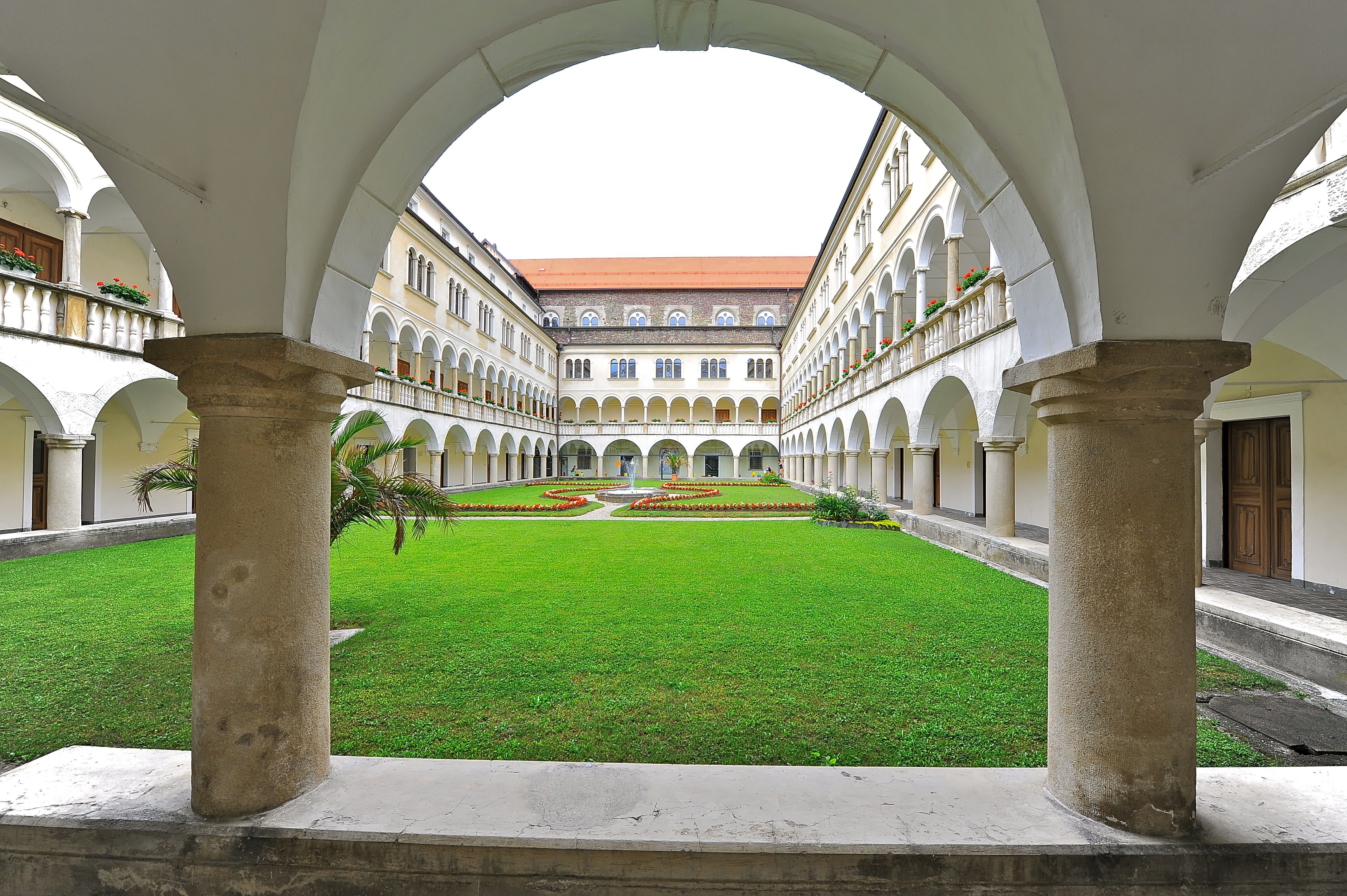
Cortile con porticato

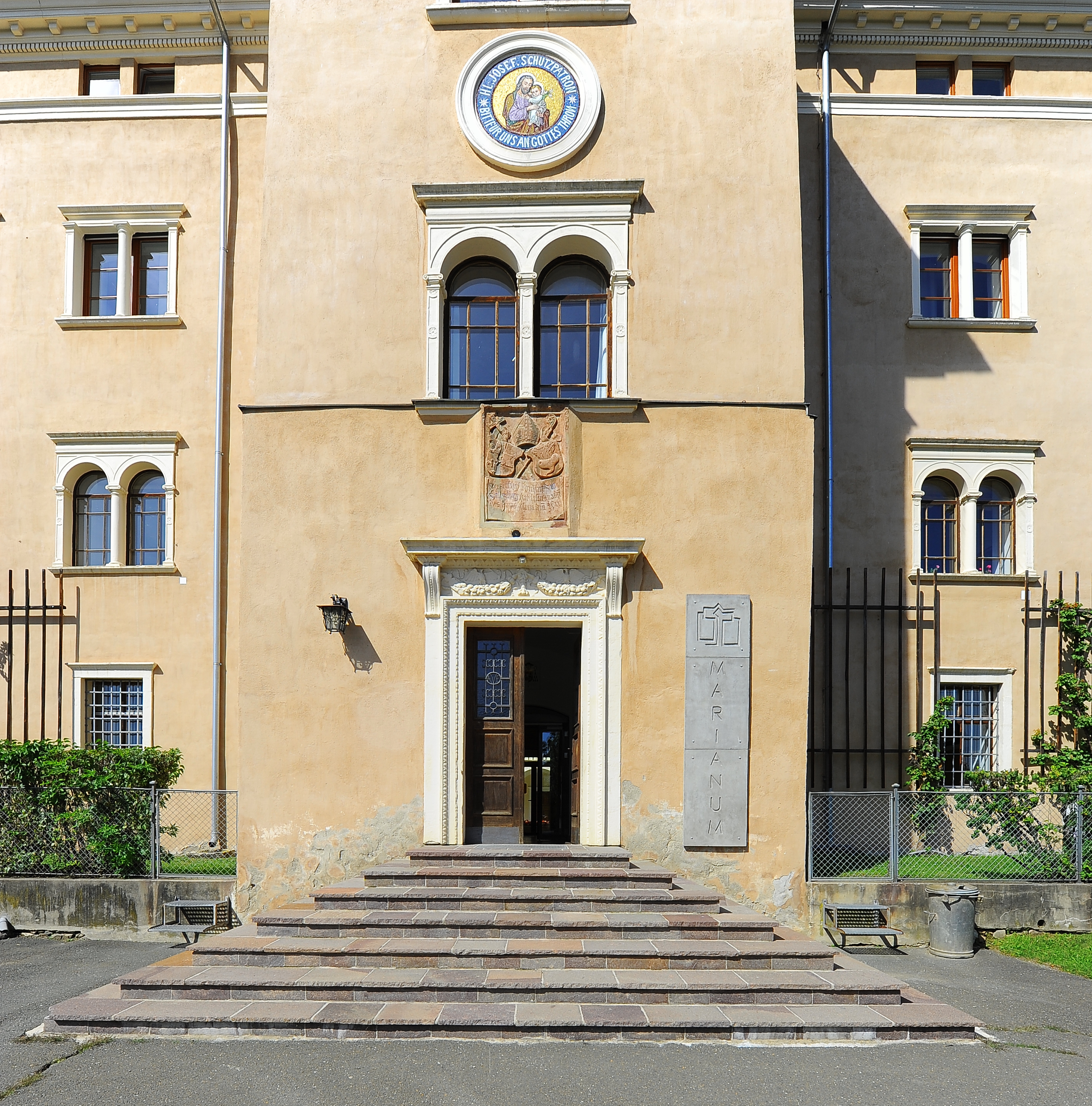
Ingresso al castello di Tanzenberg e all'istituto scolastico Marianum

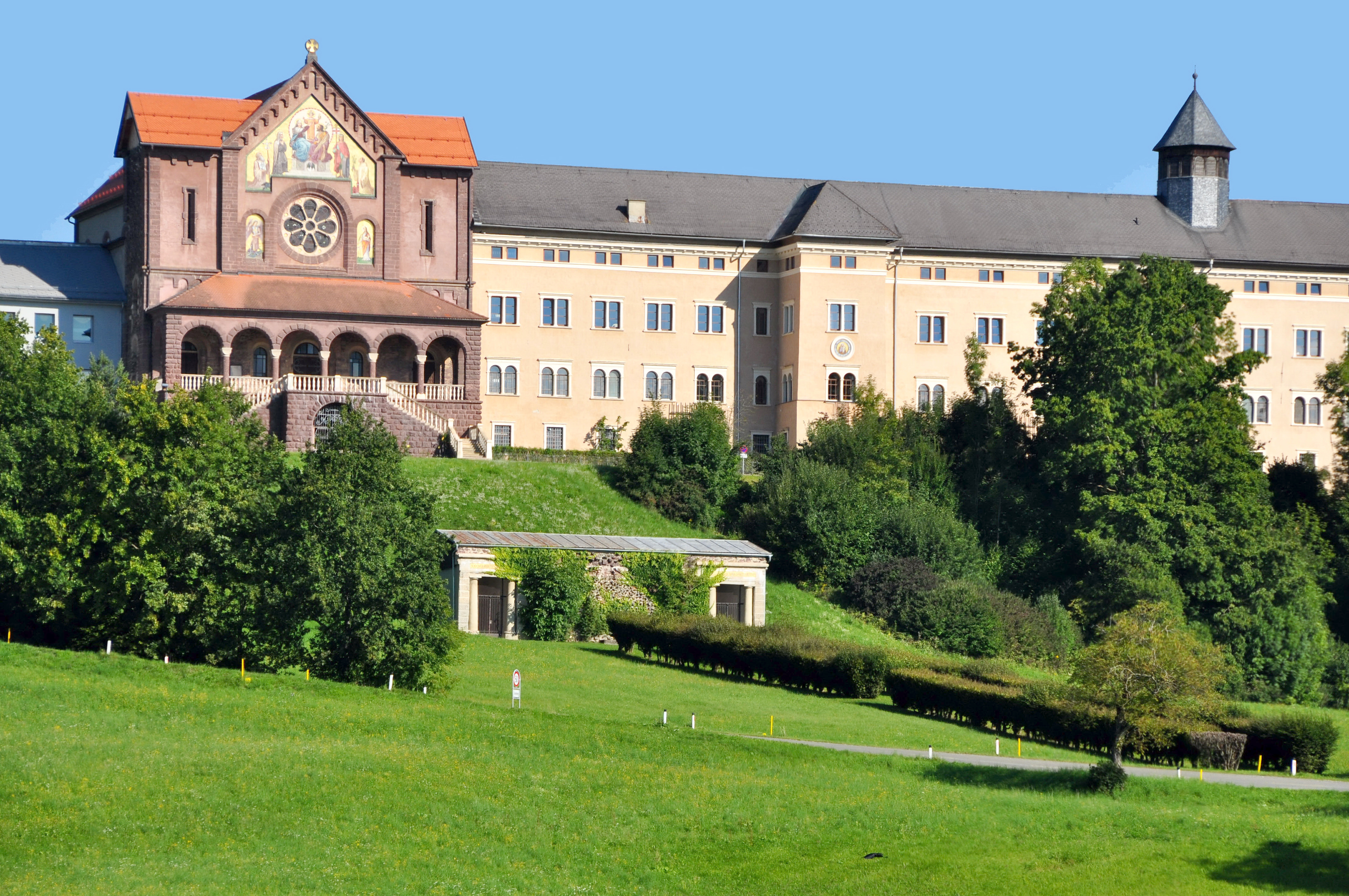
Particolare della facciata

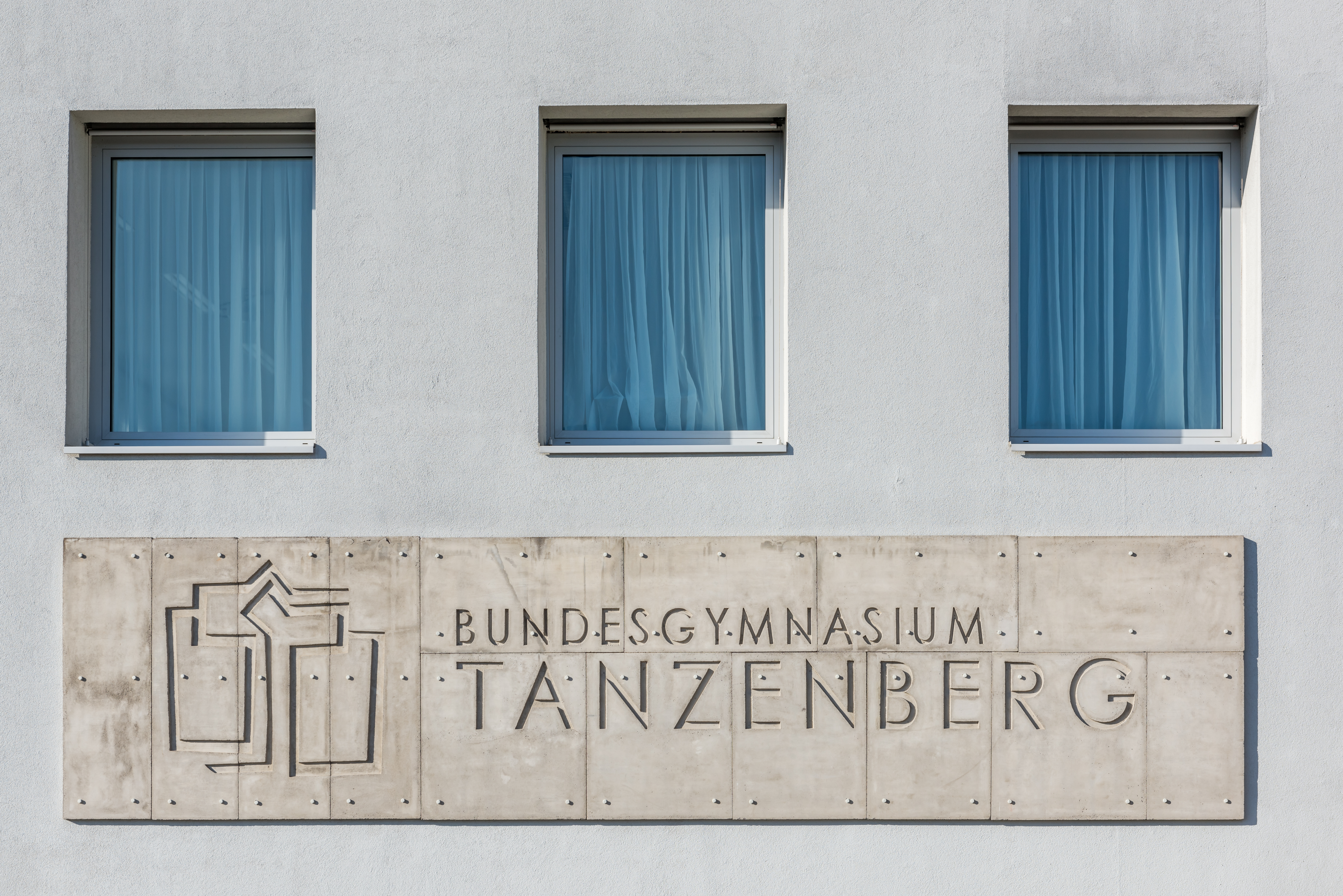
Insegne esterne dell'istituto scolastico

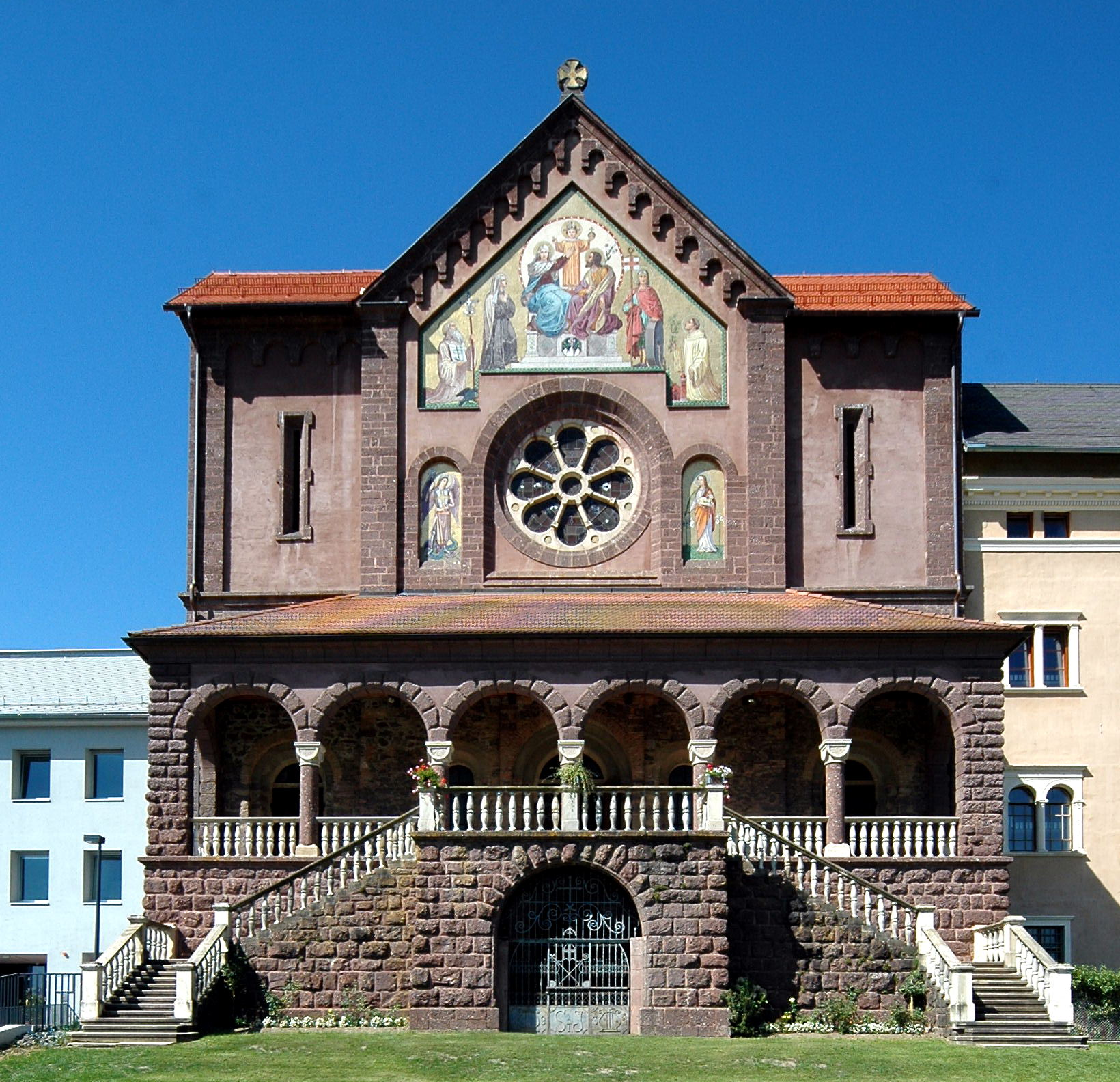
Facciata della basilica dei santi Floriano e Giuseppe

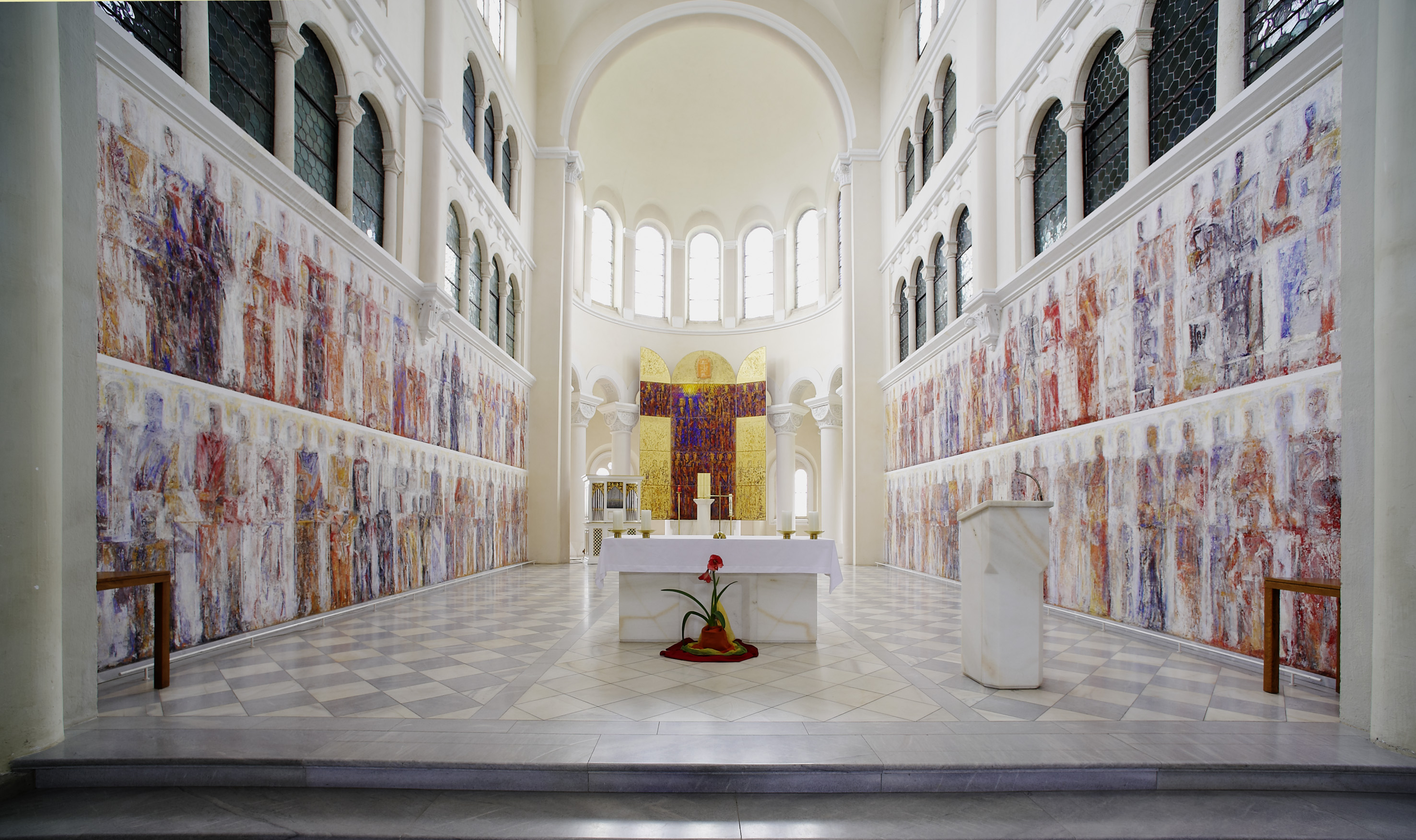
Presbiterio della basilica

La storia della fortezza di Tanzenberg dovrebbe risalire al X secolo anche se non vi è alcuna conferma su documenti a sostenere tale ipotesi. Il primo signore legato al castello, Konrad von Tanzenberg è menzionato solo nel 1247, ma è possibile che qui esistesse già una torre militare nell'alto medioevo appartenente alla corte reale di Karnburg. Il maniero viene menzionato esplicitamente solo nel 1300 e a quel tempo apparteneva ai signori di Mordax. Questa famiglia si estinse intorno al 1440 con Otto von Mordax e in seguito la tenuta col castello venne ereditata dal conte Konrad zu Schernberg, che era sposato con la figlia di Otto, Dorothea von Mordax. Nel 1470 l'imperatore Federico III d'Asburgo vi fece rifugiare temporaneamente i suoi figli Massimiliano e Cunegonda durante la guerra di Boemia. Per un certo periodo il castello venne utilizzato anche come luogo di reclusione per i criminali di stato. Nel 1478 Gilg von Salzburg, il capo di una rivolta contadina, fu imprigionato nella fortezza e successivamente annegato nel fiume Glan. Nel 1513 l'imperatore Massimiliano I acquisì il dominio e lo concesse in feudo a Balthasar Thannhausen. Solo due anni dopo il conte Christoph zu Schernberg rilevò il diritto feudale in cambio del rimborso del prezzo di acquisto e del rimborso delle spese per le trasformazioni già avviate. L'operazione tuttavia, sul piano economico, si rivelò azzardata e il conte fu costretto a passare la proprietà ai cognati Siegmund e Wolf von Keutschach nello stesso anno. I due von Keutschach erano nipoti del principe arcivescovo di Salisburgo Leonhard von Keutschach. Nel 1560 il figlio di Siegmund, Leonhard II, completò il costoso ampliamento in forme di castello rinascimentale che era già stato avviato dai suoi predecessori e si dice che a lavori ultimati avesse 4 torri, 12 porte di accesso e un totale di 360 finestre. Quando l'arciduca Carlo II d'Austria visitò la dimora nel 1565 elevò Leonhard II von Keutschach ad amministratore ereditario della Carinzia. In quegli anni il castello di Tanzenberg visse il periodo del suo massimo splendore e sotto il suo controllo vennero citati numerosi feudi. Quando Leonhard II von Keutschach morì, nel 1579, seguirono gravi controversie sulla sua eredità che portarono anche a gravissimi fatti di sangue. I von Keutschach mantennero il possesso del castello fino al 1650 ma a causa del loro stile di vita troppo dispendioso accumularono debiti così alti che alla fine vennero costretti al fallimento. Ne seguì un'asta e il conte Johann Jakob von Attems si aggiudicò la sua proprietà. Johann Jakob aveva accumulato una grande fortuna gestendo diverse miniere nell'Alta Carinzia ma quando le entrate della famiglia diminuirono questa, nel 1744, fu costretta a vendere Tanzenberg a Franz Xaver Edler von Schluga. Nel 1773 l'ultimo rappresentante della famiglia von Keutschach morì in miseria a Klagenfurt. Il Freiherr Gottliebvon Ankershofen acquisì il castello nel 1806 poi si succedettero altri proprietari come la famiglia del principe e colonnello Karl Ludwig Fugger von Babenhausen. Al genero Christoph Graf von Wydenbruck seguì nel 1891 Georg von Guttmansthal e suo figlio Felix vendette il castello ormai in rovina nel 1898 alla congregazione olivetana, appartenente all'Ordine di San Benedetto, che lo trasformò in un'abbazia. Con l'abate Bonifaz Ecker furono eseguiti profondi lavori di ristrutturazione che modificarono la struttura edilizia del palazzo rinascimentale. L'ala sud-ovest con l'ex magnifica Sala dei Cavalieri fu demolita e al suo posto fu costruita un'enorme basilica a tre navate in stile neoromanico siculo-normanno. Nel 1940, durante la seconda guerra mondiale, il castello fu espropriato e fu restituito ai legittimi proprietari solo con la conclusione del conflitto. Questi lo vendettero alla diocesi di Gurk nel 1953 e il castello venne utilizzato come sede di un collegio e di una scuola superiore, poi gestita come scuola superiore federale dal 1980. Per creare nuovi spazi per le esigenze didattiche della scuola sono stati aggiunti edifici nelle parti a ovest e a nord.

### Leggenda del castello di Tanzenberg
La tradizione popolare tramanda che nel XVI secolo nel castello viveva un cavaliere di nome Siegmund, uomo vendicativo che opprimeva i suoi sudditi ogni volta che se ne presentava l'opportunità. Tra i possedimenti del cavaliere c'era il castello di Tanzenberg che aveva affittato ad una persona che era solita consegnava sempre l'affitto all'ora stabilita. Quando l'affittuario una volta andò a pagò al cavaliere il suo debito Siegmund, ricevuto il denaro, non ne rilasciò la ricevuta perché era afflitto da violenti attacchi di gotta. Morì poco dopo e suo figlio, notando che non c'era il pagamento dell'inquilino del castello, lo fece venire davanti a lui e gli chiese perché non aveva pagato l'affitto. Questi affermò di aver consegnato la somma al defunto ma non bastò. Avrebbe dovuto mostrare la ricevuta o pagare di nuovo la somma. L'inquilino me uscì con rabbia dal momento che non poteva e non voleva pagare due volte. Un giorno andò a Karnburg sul suo cavallo grigio e arrivò a una taverna dove alloggiava una zingara nota come indovina. Dopo che l'inquilino ebbe raccontato alla vecchia la sua storia lei gli suggerì il comportamento da tenere. Lui eseguì ogni cosa con attenzione. Montò a cavallo e cavalcò attraverso la foresta nella direzione indicata. Un cacciatore si fermò davanti a lui e gli chiese se vendeva il suo cavallo ma non si fece scoraggiare e proseguì per la sua strada sinché la foresta si diradò e vide un castello che somigliava molto al castello di Tanzenberg. Entrò, si presentò nella sala dove si stava tenendo un banchetto, tutti gli porsero i bicchieri e gli chiesero di bere. Siegmund invitò il suo ex inquilino a sedersi ma egli rifiutò educatamente. Allora il cavaliere chiese cosa voleva e lui: Voglio lo scontrino.. In breve l'inquilino si svegliò come da un sonno pesante, si vide nel cimitero di Maria-Saal e non lontano da lui pascolava il suo cavallo, legato a una croce tombale. Ricordò che si trovava all'inferno col signor Siegmund per ottenere la ricevuta, che infatti aveva in mano. Lasciò in fretta il luogo spettrale, tornò fino a Tanzenberg e mostrò la ricevuta al nuovo proprietario. Dopo la morte di Siegmund la sua scimmia fuggì e ancora sembra che il fantasma di questa si aggiri nella torre del castello, dopo essere stata uccisa dal cacciatore.

## Descrizione
Il castello di Tanzenberg si trova nell'omonima frazione del comune austriaco di Sankt Veit an der Glan, Distretto di Sankt Veit an der Glan ed è il più grande castello rinascimentale della Carinzia. Si trova in una posizione dominante sopra lo Zollfeld. Molto interessante è la facciata in mosaico d'oro della basilica, ideata da Josef Pfefferle ed edificata tra il 1924 e il 1927. La struttura più antica è una torre rotonda nel nord-est del complesso ed è probabile che risalga al XV secolo, integrata nel palazzo rinascimentale a due piani che era stato edificato. Anche parti dell'ala nord-est risalgono al XV secolo. Il terzo piano fu aggiunto solo verso la fine del XIX secolo. Il maestoso cortile interno con porticato è rettangolare ed è circondato da quattro ali. I suoi archi poggiano su 34 semplici pilastri rotondi con capitelli a piastre al piano terra. Al secondo piano vi sono snelle colonne ioniche mentre al terzo piano i corridoi chiusi sono caratterizzati da finestre ad arco triplo binate. Come l'intero piano, risalgono al 1900 circa. Le finestre delle sue pareti esterne sono dotate di stipiti in pietra. Al primo piano alcune presentano archi a tutto sesto con finestre binate. Sulla facciata nord si apre un grande portale rustico con maschera leonina sulla chiave di volta e cancello pedonale. Il portale a sud è riccamente decorato ed è sormontato dallo stemma del principe arcivescovo di Salisburgo Leonhard von Keutschach. L'ala nord-est conserva ancora componenti medievali, come porte e finestre gotiche e la suggestiva galleria a mensola. La magnifica fontana del cortile in marmo del 1563 è stata trasferita nel 1802 nella piazza principale di Friesach. Dell'interno un tempo magnifico è sopravvissuto solo un soffitto ligneo a cassettoni del XVI secolo. Fino alla sua demolizione, nel 1898, nel grande salone era presente un bel camino che fu poi acquistato dal conte Hans Wilczek e installato nel suo castello di Moosham. Dalla seconda metà del XX secolo la struttura è una sede scolastica legata alla Chiesa cattolica. Essendo proprietà privata e sede scolastica la visita è possibile solo dall'esterno, mentre il cortile e la chiesa sono accessibili.

### Bene architettonico tutelato
Il castello di Tanzenberg è stato posto sotto tutela dei monumenti da parte della Repubblica austriaca col numero 63423.